# Streblacanthus monospermus
Streblacanthus monospermus là một loài thực vật có hoa trong họ Ô rô. Loài này được Kuntze miêu tả khoa học đầu tiên năm 1891.